# Vikki RPM
Vikki RPM es una serie de televisión juvenil estadounidense que se estrenó el 31 de julio de 2017 en Nickelodeon Latinoamérica y finalizó el 20 de octubre de 2017.
Es protagonizada por Samantha Siqueiros, Stefano Ollivier, Leo Deluglio e Isabella Castillo. Cuenta con las participaciones antagónicas de Scarlet Gruber, Andrés Mercado y Yul Bürkle y las actuaciones estelares de Gabriel Tarantini, Ángela Rincón, Vanessa Blandón, Angelo Valotta y el primer actor Saúl Lisazo.

## Reparto
| Actor / Actriz          | Personaje               | Rol                |
| ----------------------- | ----------------------- | ------------------ |
| Samantha Siqueiros      | Victoria "Vikki" Franco | Principal          |
| Stefano Ollivier        | Max Legrand             | Principal          |
| Leo Deluglio            | Iker Borges             | Principal          |
| Scarlet Gruber          | Kira Rivera             | Villana Principal  |
| Isabella Castillo       | Roxana "Rox" Cruz       | Estelar Principal  |
| Andrés Mercado          | Matías Ocampo           | Villano Principal  |
| María Gabriela de Faría | Franchesca Ortiz        | Estrella Invitada  |
| Gabriel Tarantini       | Federico "Fede" Toledo  | Secundario         |
| Angela Rincón           | Penelope "Penny"        | Secundario         |
| Angelo Valotia          | Oliver                  | Recurrente         |
| Vanessa Blandón         | Emilia "Emily" Santos   | Secundario         |
| Nicolas Garnier         | Adolfo Bauer            | Recurrente         |
| Saúl Lisazo             | "Turbo" Bonetti         | Estelar Principal  |
| Yul Bürkle              | Greco Rivera            | Villano Secundario |
| Maite Embil             | Romina Bonetti          | Recurrente         |

## Producción
El 17 de enero de 2017 se anunció oficialmente la producción de una nueva serie, la cual llevaría por nombre Vikki RPM, originalmente titulada Fórmula A. Fueron anunciados Samantha Siqueiros, Stefano Ollivier y Leo Deluglio como los protagonistas de la serie. El rodaje inició en marzo de 2017 en Viacom International Studios, ubicados en Miami, Florida.
El 6 de abril de 2017, se anunció que el argentino Saúl Lisazo estará en el reparto. El 24 de mayo de 2017, se dio a conocer que Isabella Castillo tendría un rol en la telenovela.
El 8 de junio de 2017 se lanzó el primer trailer de la serie. Tiempo después, el 7 de julio de 2017 se anunció que la serie comenzaría a emitirse el 31 de julio.

## Episodios
| Episodios | Emisión original    | Emisión original      | Emisión en España  | Emisión en España   |
| Episodios | Estreno             | Final                 | Estreno            | Final               |
| --------- | ------------------- | --------------------- | ------------------ | ------------------- |
| 59        | 31 de julio de 2017 | 20 de octubre de 2017 | 2 de abril de 2018 | 22 de junio de 2018 |